# Intempo
Intempo è un grattacielo di 47 piani alto 192 metri situato a Benidorm, in Spagna.

## Descrizione
La progettazione dell'edificio è stata presentata ufficialmente il 19 gennaio 2006 e i lavori sono iniziati nel 2007. Inizialmente doveva essere completato nel 2009, ma i lavori sono stati notevolmente ostacolati dalla crisi economica del 2008, che ha gravemente colpito il settore immobiliare in Spagna. La costruzione è stata quasi completata nel marzo 2014, ma l'impresa promotrice è fallita. Nel 2018, l'edificio è stato acquisito dalla SVP Global.
L'edificio è il più alto di Benidorm e il quinto più alto in Spagna.